# Lysapsus caraya
Lysapsus caraya és una espècie de granota que viu al Brasil i, possiblement també, a Bolívia.